# ثري دوج نايت (فريق روك)

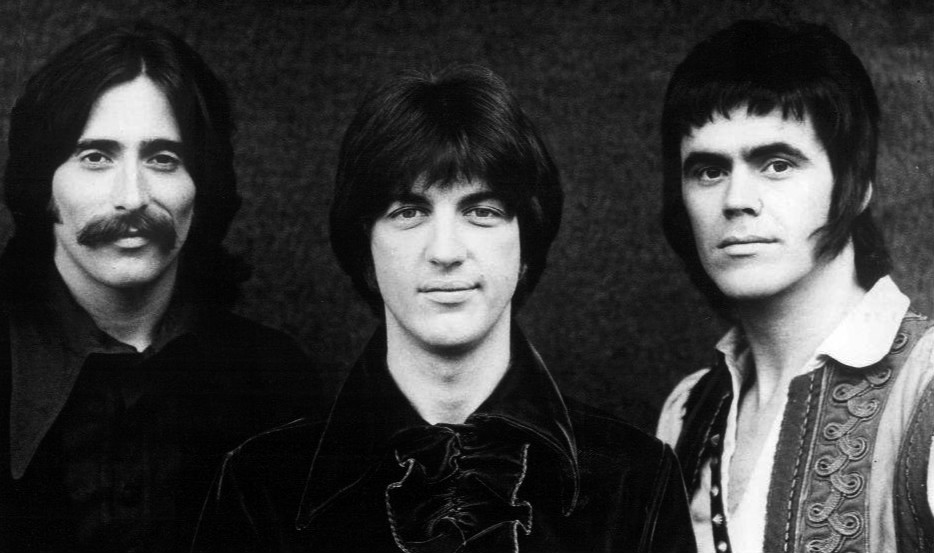
ثري دوج نايت (1969)

ثري دوج نايت (بالإنجليزية: Three Dog Night) فريق روك أمريكي تشكل في عام 1967، مع الأعضاء المؤسسين: داني هاتون، وكوري ويلز، وتشاك نيغرون. وسرعان ما تم تعزيز هذه التشكيلة بانضمام جيمي جرينسبون (لوحات المفاتيح) وجو شيرمي (باس) ومايكل ألسوب (جيتار) وفلويد سنيد (طبول). حققت الفرقة 21 أغنية في قائمة بيلبورد لأفضل 40 أغنية بين عامي 1969 و 1975، وثلاث منها حققت المركز الأول. سجل فريق ثري دوج نايت العديد من الأغاني التي كتبها مؤلفو أغاني من خارج الفريق، وساعدوا في تقديم الفريق للجمهور مثل كاتب الأغاني الشهير بول ويليامز «أغنية حب قديمة الطراز An Old Fashioned Love Song»، وهويت أكستون «الفرح إلى العالم Joy to the World».

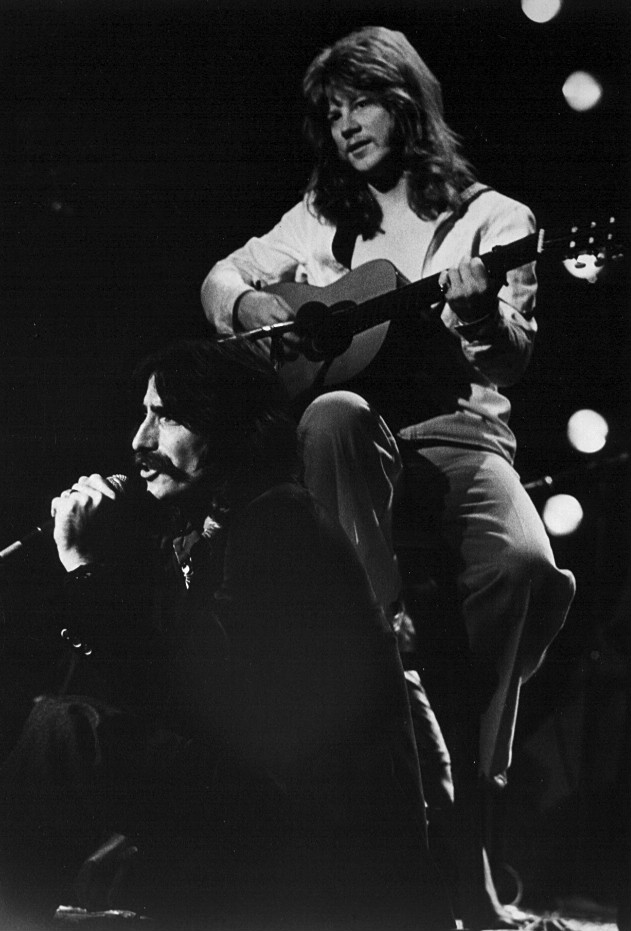
ثري دوج نايت (1972)

## اسم الفريق
صديقة المطرب داني هاتون، الممثلة جون فيرتشايلد (المعروفة باسم «أياكس ليدي» من فيلم «تشيك وتشونج عالياً في الدخان» اقترحت تسمية الفريق «ثري دوج نايت» بعد قراءة مقال في مجلة عن السكان الأصليين الأستراليين، حيث وضح أنه في الليالي الباردة ينامون عادةً في حفرة في الأرض أثناء احتضانهم للدينغو، وهو نوع محلي من الكلاب البرية. في الليالي الباردة كانوا ينامون مع كلبين، وإذا كان الليل باردًا، كان «ليلة ثلاثة كلاب».
يقول فان دايك باركس (المنسق الموسيقي في شركة تسجيلات وارنر برازرز) القصة المذكورة أعلاه ليست صحيحة وادعى أنه صاغ الاسم. كتب: «لقد أثارت غضبتي عن صديقة هوتون. وهي راقصة خالصة. ومع ذلك، فهي لم تقرأ مجلة البشرية، ولم تكن لديها فكرة عن الأنثروبولوجيا وليالي السكان الأصليين الباردة التي ألهمت اقتراحي».
سنوات نشاط الفريق 1967 - 1976، 1981 حتى الآن.

## قائمة أفضل أغاني الفريق
(10) من السهل أن تكون صعبًا It's Easy To Be Hard 
(9) إيلي قادمة Eli's Coming 
(8) حتى نهاية العالم Until the World Ends 
(7) ماما قالت لي Mama Told Me 
(6) خارج البلاد Out in the Country 
(5) شامبالا Shambala 
(4) كذاب Liar 
(3) واحد One 
(2) أبيض وأسود Black and White 
(1) فرح للعالم Joy to the World 

## وصلات خارجية
https://www.threedognight.com/ ثري دوج نايت (فريق روك)
https://www.imdb.com/name/nm2061571/ ثري دوج نايت (فريق روك)
https://www.allmusic.com/artist/three-dog-night-mn0000925450 ثري دوج نايت (فريق روك)
https://web.archive.org/web/20070526074613/http://www.vocalgroup.org/inductees/three_dog_night.html ثري دوج نايت (فريق روك)
https://www.youtube.com/watch?v=EVcpKjXYa5c ثري دوج نايت (فريق روك)
https://www.youtube.com/watch?v=9DZvJQ0PTEg ثري دوج نايت (فريق روك)
https://www.youtube.com/watch?v=PEy6968xO-I ثري دوج نايت (فريق روك)